# Gölbaşı, Kale
Gölbaşı là một thị trấn thuộc huyện Kale, tỉnh Denizli, Thổ Nhĩ Kỳ. Dân số thời điểm năm 2010 là 1.182 người.